# 이건하
이건하(李乾夏, 1835년 음력 4월 27일 ~ 1913년 양력 11월 7일)는 조선의 관료이며 일제강점기의 조선귀족이다.

## 생애
전주 이씨로 경기도 광주군 출생이다. 이인화의 아들이나 이인우에게 입적되었다.
1864년 과거에 급제하여 홍문관을 시작으로 관직에 나아갔다. 1886년 이조참판, 1892년 예조판서를 지냈고, 1899년에는 내부대신이 되었다.
1904년 일본 제국이 대한제국에 황무지 개척권 양도를 강요했을 때 박기양, 이상설 등과 함께 반대 상소를 올린 기록이 있다. 1905년 을사조약 체결 후에도 조약 체결에 가담한 대신들을 비판하며 법대로 척결할 것을 주장하는 등, 본래 일본과 가까운 관계는 아니었다.
그러나 1910년 한일 병합 조약 강제 체결 후에는 일본 정부로부터 남작 작위를 받았다. 1912년에는 한국병합기념장을 받고, 정4위에 서위되었다. 이건하의 남작 작위는 광복 당시 손자인 이완종에게까지 습작되어 있었다.
2002년 민족정기를 세우는 국회의원모임이 발표한 친일파 708인 명단과 2008년 민족문제연구소에서 친일인명사전에 수록하기 위해 정리한 친일인명사전 수록예정자 명단에 자신의 작위를 물려받은 아들 이범팔과 함께 선정되었으며, 친일반민족행위 106인 명단에도 포함되었다.

## 참고자료
- 친일반민족행위진상규명위원회 (2006년 12월). 〈이건하〉 (PDF). 《2006년도 조사보고서 II - 친일반민족행위결정이유서》. 서울. 263~269쪽쪽. 발간등록번호 11-1560010-0000002-10. 2007년 10월 8일에 원본 문서 (PDF)에서 보존된 문서. 2007년 6월 21일에 확인함.